# نورث أمريكان تي-6 تيكسان
نورث أمريكان تي-6 تيكسن (بالإنجليزية: North American T-6 Texan)‏ هي طائرة تدريب متقدم، أنتجت في الولايات المتحدة. من صناعة نورث أمريكان أفياشن. كان أول طيران لها في 1 أبريل 1935. انتهت خدمتها في 1995. صنع منها 15,495 طائرة.

## المستخدمون
- بحرية الولايات المتحدة
- سلاح الجو الملكي
- سلاح جو جنوب أفريقيا
- القوات الجوية الملكية السعودية